# Stormdeur
Een stormdeur is de benaming voor een extra buitendeur aan een zeesluis.
Deze deur kan gesloten worden zodra het water extreem hoog komt. Dit wordt gedaan om stormvloeden te voorkomen. Onder meer de haven van Harlingen heeft een stormdeur.